# Bicho Cidrão
O Bicho Cidrão é um ser imaginário das lendas portuguesas na região da Madeira que assombra uma montanha, na freguesia do Curral das Freiras, chamada o Montado do Cidrão. O bicho Cidrão seria, segundo a lenda, a alma penada de um pastor.  Conta-se que quando o bicho Cidrão berra é  presságio de chuva ou tempestade e que o bicho Cidrão  conduz o rebanho sem que ninguém veja.